# Object 685
 (décembre 2022).
La mise en forme du texte ne suit pas les recommandations de Wikipédia : il faut le « wikifier ».
Les points d'amélioration suivants sont les cas les plus fréquents :
- Les titres sont pré-formatés par le logiciel. Ils ne sont ni en capitales, ni en gras.
- Le texte ne doit pas être écrit en capitales (les noms de famille non plus), ni en gras, ni en italique, ni en « petit »…
- Le gras n'est utilisé que pour surligner le titre de l'article dans l'introduction, une seule fois.
- L'italique est rarement utilisé : mots en langue étrangère, titres d'œuvres, noms de bateaux, etc.
- Les citations ne sont pas en italique mais en corps de texte normal. Elles sont entourées par des guillemets français : « et ».
- Les listes à puces sont à éviter, des paragraphes rédigés étant largement préférés. Les tableaux sont à réserver à la présentation de données structurées (résultats, etc.).
- Les appels de note de bas de page (petits chiffres en exposant, introduits par l'outil «  Source ») sont à placer entre la fin de phrase et le point final[comme ça].
- Les liens internes (vers d'autres articles de Wikipédia) sont à choisir avec parcimonie. Créez des liens vers des articles approfondissant le sujet. Les termes génériques sans rapport avec le sujet sont à éviter, ainsi que les répétitions de liens vers un même terme.
- Les liens externes sont à placer uniquement dans une section « Liens externes », à la fin de l'article. Ces liens sont à choisir avec parcimonie suivant les règles définies. Si un lien sert de source à l'article, son insertion dans le texte est à faire par les notes de bas de page.
- La présentation des références doit suivre les conventions bibliographiques. Il est recommandé d'utiliser les modèles {{Ouvrage}}, {{Chapitre}}, {{Article}}, {{Lien web}} et/ou {{Bibliographie}}. Le mode d'édition visuel peut mettre en forme automatiquement les références.
- Insérer une infobox (cadre d'informations à droite) n'est pas obligatoire pour parachever la mise en page.

Pour une aide détaillée, merci de consulter Aide:Wikification.
Si vous pensez que ces points ont été résolus, vous pouvez retirer ce bandeau et améliorer la mise en forme d'un autre article.
L'Object 685 est un projet de char léger soviétique développé à l'Usine de machines de Kurgan (ru) (Kurganmashzavod) en 1975.

## Développement

### Origine
Le PT-76 se faisant très vieillissant et malgré l'arrivée du BMP-1 qui a rebattu les cartes, le vice-ministre à l'armement Joseph Kotine formule le 4 décembre 1969 un cahier des charges pour un nouveau char léger amphibie.
Il se caractérise par :
1. Une masse inférieure à 15 tonnes
2. Être équipé d'un canon D-33 de 100mm
3. Être équipé d'un lanceur de missiles 9K111 "Fagot"
4. Posséder une mitrailleuse de 12,7mm pouvant tirer sur des cibles aériennes et terrestres
5. Résister à un obus de 23mm
6. Résister à une balle perforante de 12,7mm
7. Résister à une balle perforante de 7,62mm
8. Intégrer le système PAZ ou un équivalent
9. Avoir un rapport d'atténuation des radiations au moins égal à celui du BMP-1
10. Atteindre une vitesse maximum de 70km/h sur terre et 12km/h en baignade
11. Pouvoir rouler sur 700km

Ce cahier des charges est présenté en compétition à diverses usines avec ChTZ (Usine de tracteurs de Tcheliabinsk), VgTZ (Usine de tracteurs de Volgograd (ru)), MMZ (Usine de construction de machines de Mytishchi (ru)) et VNIITransmash (VNII-100).
La soumission du projet doit être remise au troisième trimestre 1970.
Originellement KMZ (Kurganmashzavod (ru)) était exclu de l'appel d'offre mais le 26 juin 1972 est  décidé le cahier des charges final et le rôle de chaque acteur pour le projet de nouveau char léger avec KMZ qui produit le châssis principal de l'Object 934 et VgTZ (ru) qui travaille sur la version en aluminium de ce dernier.

## Armement

### Principal
L'armement principal est le canon de 100mm D-33-1 (2A48-1 selon la classification GRAU) stabilisé avec 40 coups pesant 600 kg de moins que D-10T standard.

### Secondaire
Le char est équipé d'une mitrailleuse de 7,62mm avec 2000 cartouches PKT.
Le char peut accueillir aussi quatre missiles 9K34 Strela-3.

### Rechargement
L'Object 685 est équipé d'un mécanisme de rechargement automatique avec 40 coups maximum.

## Mobilité

### Moteur
L'Object 685 est équipé d'un moteur 2V-06 à 10 cylindres qui pouvait atteindre une vitesse maximal de 70 km/h sur route avec une autonomie de 600km.

## Variantes
Object 688 : Véhicule de combat d'infanterie basé sur le 685 qui va donner le futur BMP-3.

## Développements parallèles
Object 934 : Char léger provenant de l'Usine de tracteur de Volgograd (ru).
Object 788 : Char léger provenant de l'Usine de tracteur de Tcheliabinsk.